# 931 Whittemora
931 Whittemora је астероид главног астероидног појаса са пречником од приближно 45,27 .
Афел астероида је на удаљености од 3,895 астрономских јединица (АЈ) од Сунца, а перихел на 2,459 АЈ. 
Ексцентрицитет орбите износи 0,226, инклинација (нагиб) орбите у односу на раван еклиптике 11,470 степени, а орбитални период износи 2068,941 дана (5,664 година). 
Апсолутна магнитуда астероида је 9,26 а геометријски албедо 0,170.
Астероид је откривен 19. марта 1920. године.